# Mazières-Naresse
Mazières-Naresse település Franciaországban, Lot-et-Garonne megyében. Lakosainak száma 99 fő (2022. január 1.). Mazières-Naresse Beaumontois-en-Périgord, Sainte-Radegonde, Bournel, Doudrac, Rives, Villeréal és Rayet községekkel határos.

## Népesség
A település népességének változása:
| Lakosok száma | 185  | 148  | 141  | 133  | 129  | 130  | 127  | 112  | 105  | 99   |
|               | 1968 | 1982 | 1990 | 2006 | 2013 | 2015 | 2017 | 2019 | 2020 | 2022 |